# Wehrkirche Würgendorf

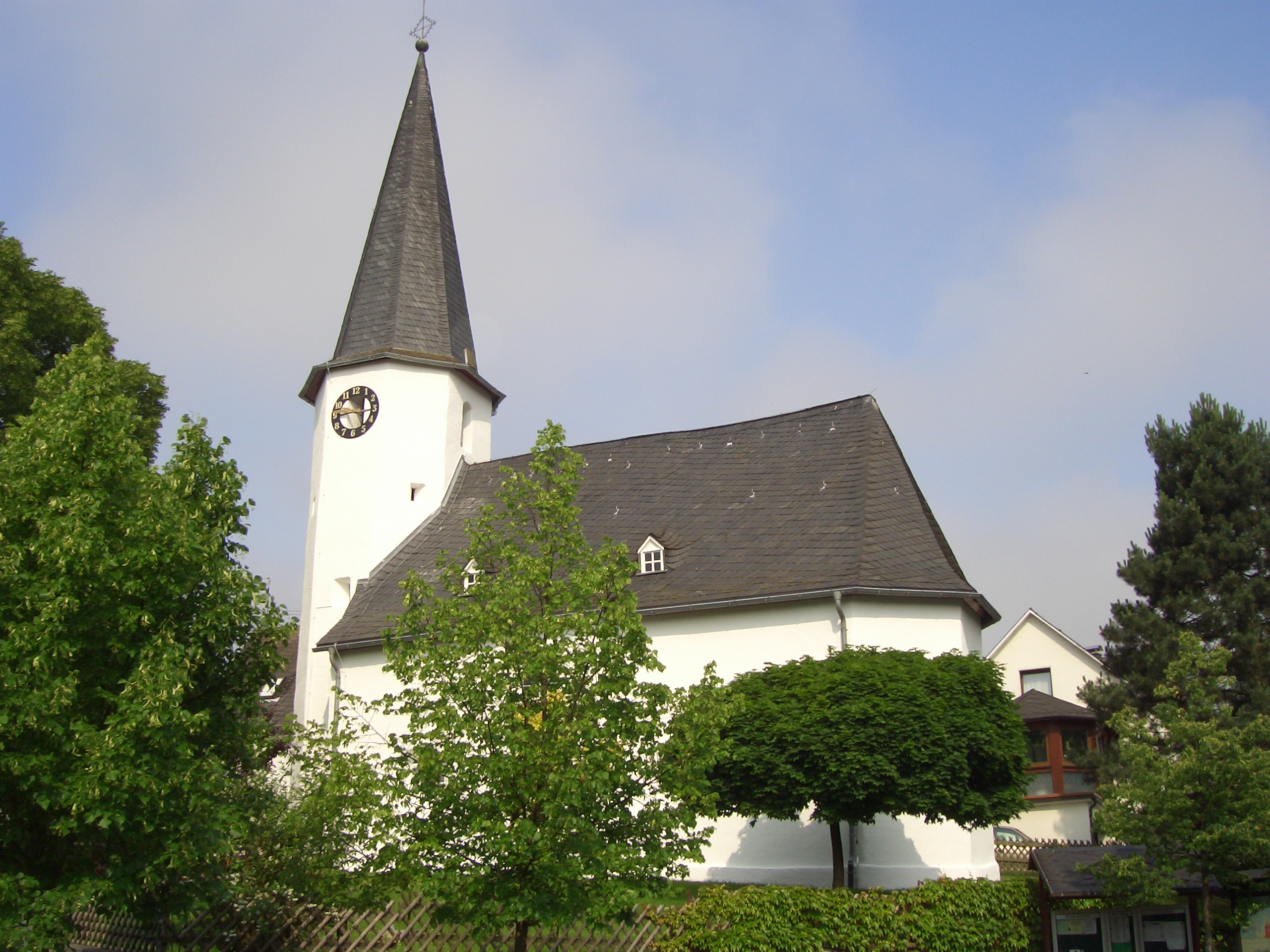
Wehrkirche Würgendorf

Die Wehrkirche Würgendorf ist eine über 700 Jahre alte Wehrkirche und das Wahrzeichen Würgendorfs im Siegerland. Sie steht inmitten des alten Ortskerns.

## Geschichte
Der Bau der Kirche datiert sich nach Schätzungen auf den Beginn des 13. Jahrhunderts. Damit zählt sie zu den ältesten Kirchen in ganz Südwestfalen.
Nach einem Bericht des Westfälischen Amtes für Denkmalpflege in Münster liefert die Würgendorfer Wehrkirche wichtige Aufschlüsse über die Entwicklung des Kirchbaus im südlichen Siegerland. Des Weiteren ist sie kunst- und architekturgeschichtlich von enormer Bedeutung und bezeugt die religions- und liturgiegeschichtliche Entwicklung im Siegerland.
Bei der Würgendorfer Wehrkirche handelt es sich um einen einjochigen, spätromanischen Saalbau, der bis heute im Kern erhalten ist. Bei dendrochronologischen Untersuchungen (Baumrindenchronologie) aus den Jahren 2004 und 2005 fand man heraus, dass im Jahre 1441 ein neues Dachwerk mit fachwerkenem Ostgiebel aufgesetzt wurde. Mehrere dieser Holzsparren sind bis heute erhalten geblieben.
Im Jahre 1441 wurde die nach Osten gerichtete Choranlage sowie der 23,20 m große, oktogonale Turm an das aus dem Hochmittelalter stammende Mittelschiff angebaut. 1452 wurde über dem Chor ein Kehlbalkendach mit Spitzsäulen aus Eichenholz gefertigt. Mehrere dieser Eichenbalken sind bis heute vorhanden. Im Chorgewölbe finden sich spätgotische, figürliche Wandmalereien aus diesen Jahren, bei denen es sich um eine Bildfolge aus der Geschichte Christi handelt. Im Mittelschiff sowie an der Kanzel sind barocke Malereien vorhanden. Des Weiteren finden sich im Chorgewölbe drei Wandnischen, wovon eine bei Restaurierungsarbeiten im Jahre 2006 freigelegt wurde. In einer dieser Nischen, mit dem originalen Holzrahmen von 1445, werden zukünftig Fundstücke aus der Kirche ausgestellt sein.
1749 wurde das barocke Dachwerk über dem Saal errichtet, außerdem wurde die Empore eingebaut. Die Brüstung, das Gestühl sowie die Kanzel sind bis heute erhalten geblieben. In diesen Jahren erhielt die Kirche auch eine barocke Ausmalung, die heute teilweise freigelegt und auch bei der Restaurierung ergänzt und erweitert wurde.
Die Glocke aus dem Jahre 1760 zersprang 1901 beim Läuten. Zwei Jahre später erhielt die Kirche eine neue, vier Zentner schwere Glocke, die jedoch im Ersten Weltkrieg eingeschmolzen wurde. Seit 1919 verfügt die Kirche nun über drei Glocken. An das Mittelschiff bestand bis 1870 ein unschöner, kleiner Anbau, der jedoch wegen Baufälligkeit abgerissen wurde. 1891 wurden Rotsteinplatten im Kircheninnern verlegt. Bei den Arbeiten traten menschliche Knochen ans Tageslicht. Dadurch wurde klar, dass in den vergangenen Jahrhunderten Bestattungen in der Kirche stattgefunden haben.
Seit 2007 hängen wieder die zwei alten Tafeln mit den Namen der Gefallenen des Ersten Weltkrieges im Chorraum der Kirche. Diese Tafeln stammen aus dem Jahr 1920. Ebenso wurde eine weitere Tafel neu angefertigt und aufgehängt, auf ihr sind die Namen der im Zweiten Weltkrieg gefallenen Männer (ca. 70) aus Würgendorf vermerkt.
Die Kirche wurde bis in die 1960er Jahre genutzt. Aus Platzmangel wurde eine neue Kirche gebaut und die alte Wehrkirche blieb ungenutzt. Fast vier Jahrzehnte war die Kirche einem langsamen, aber stetigem Verfall ausgeliefert. Jedoch seit kürzerer Zeit ist die alte Wehrkirche wieder ins Bewusstsein der örtlichen Bevölkerung getreten und es wurden umfangreiche Renovierungsarbeiten durch den Heimatverein durchgeführt. Ab Juli 2007 steht die Kirche nach fast 40 Jahren Unterbrechung nun für Taufen, Hochzeiten, kulturelle Veranstaltungen, Vorträge usw. wieder zur Verfügung.

## Bildergalerie

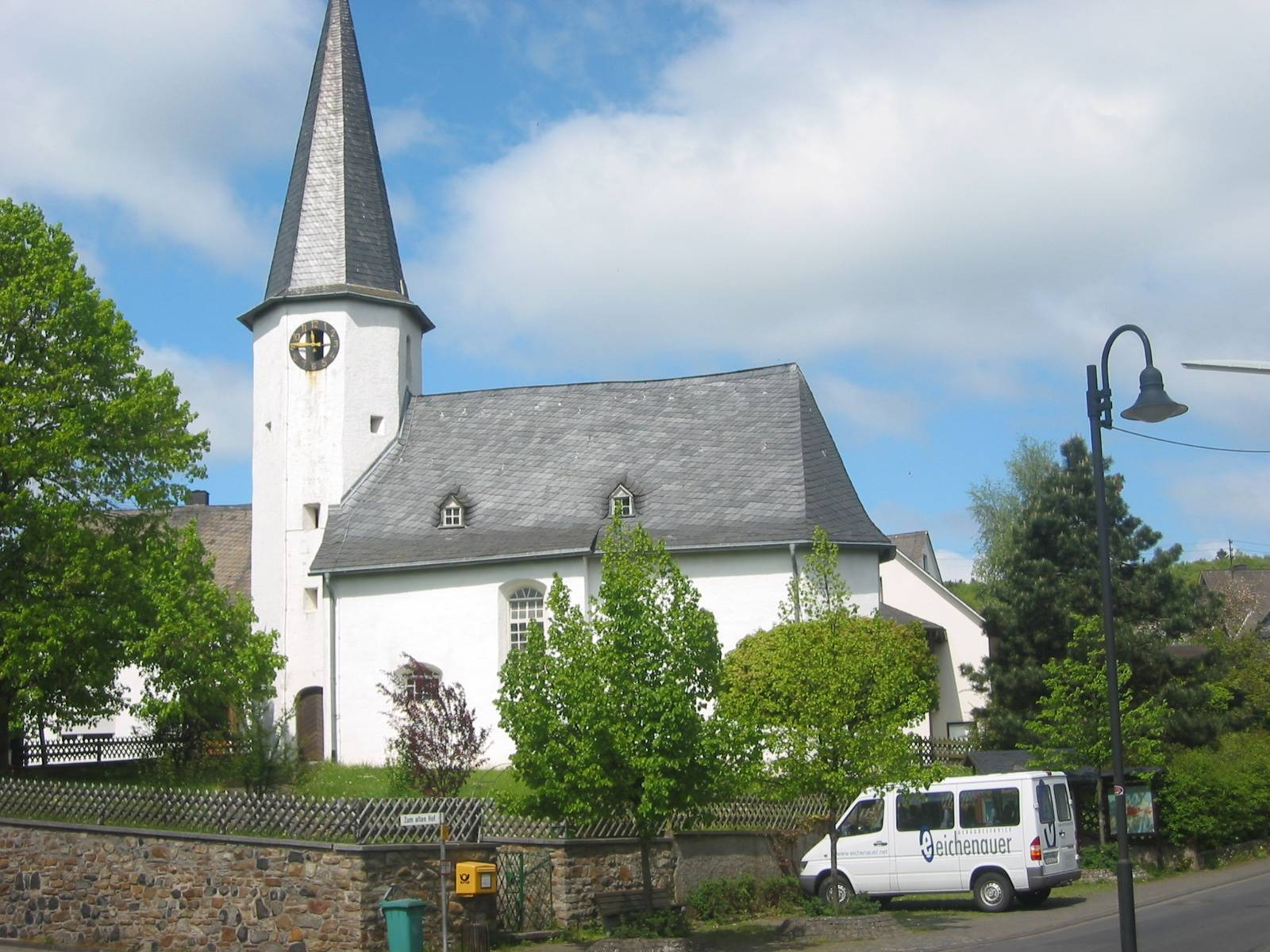
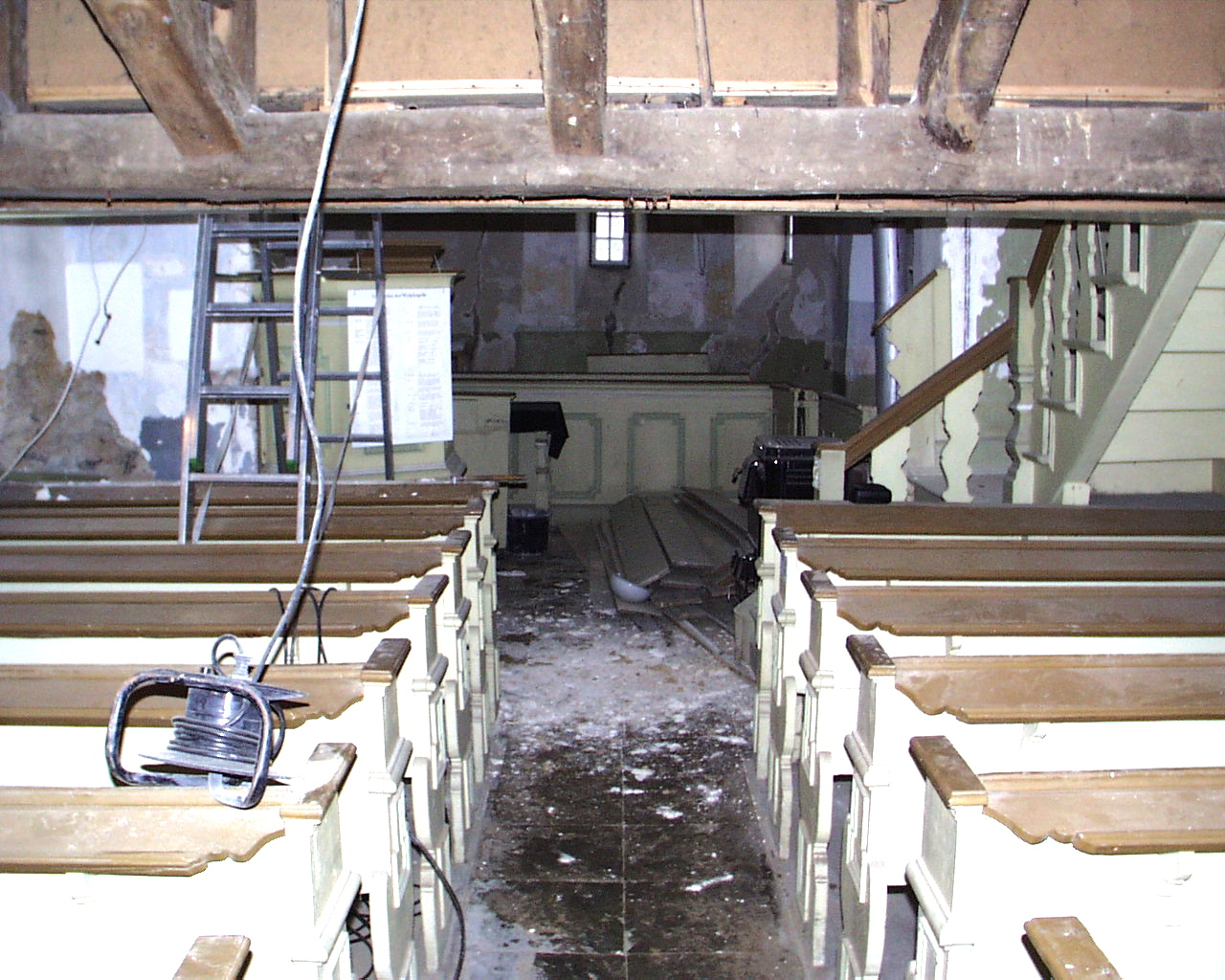
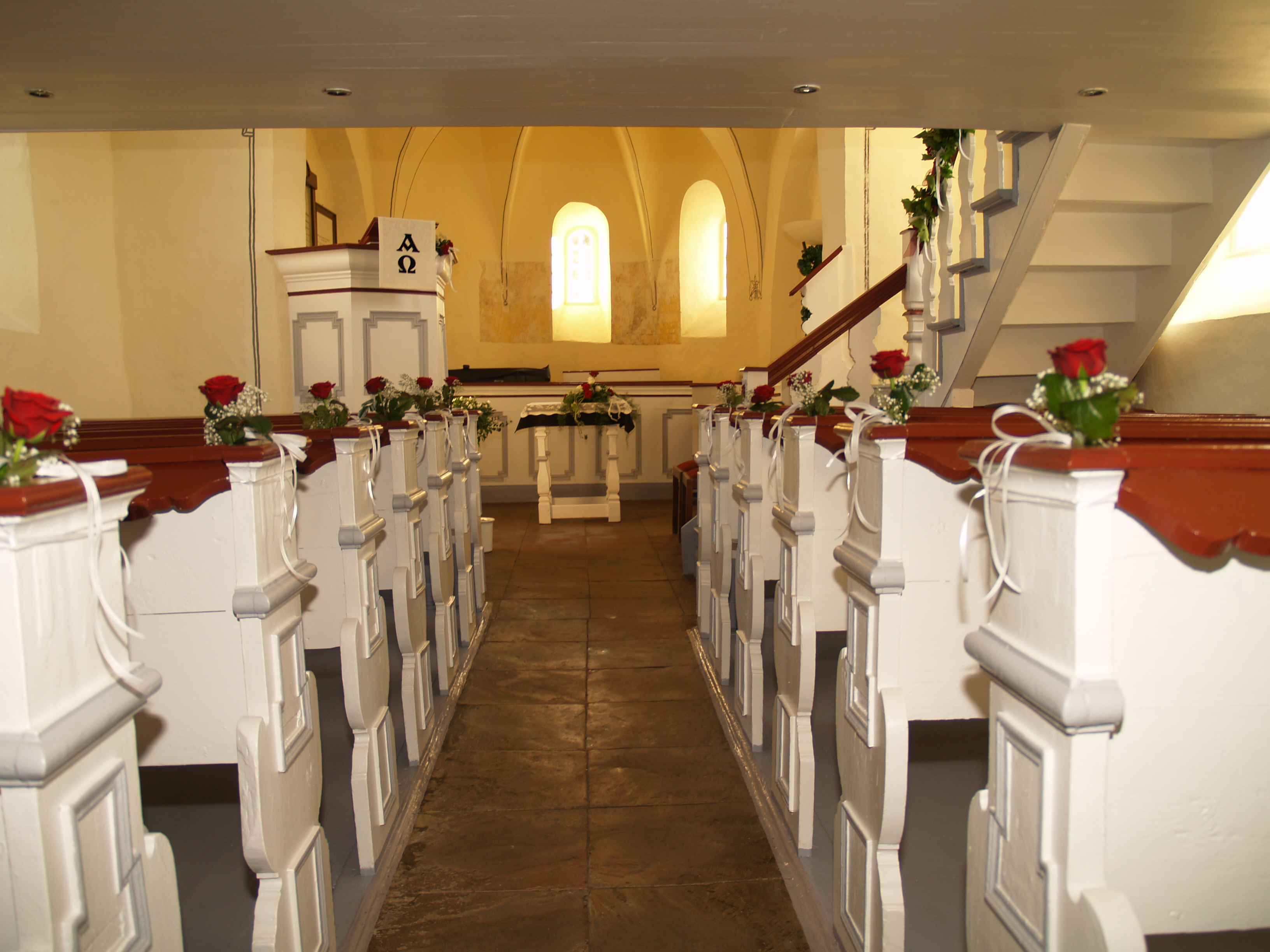
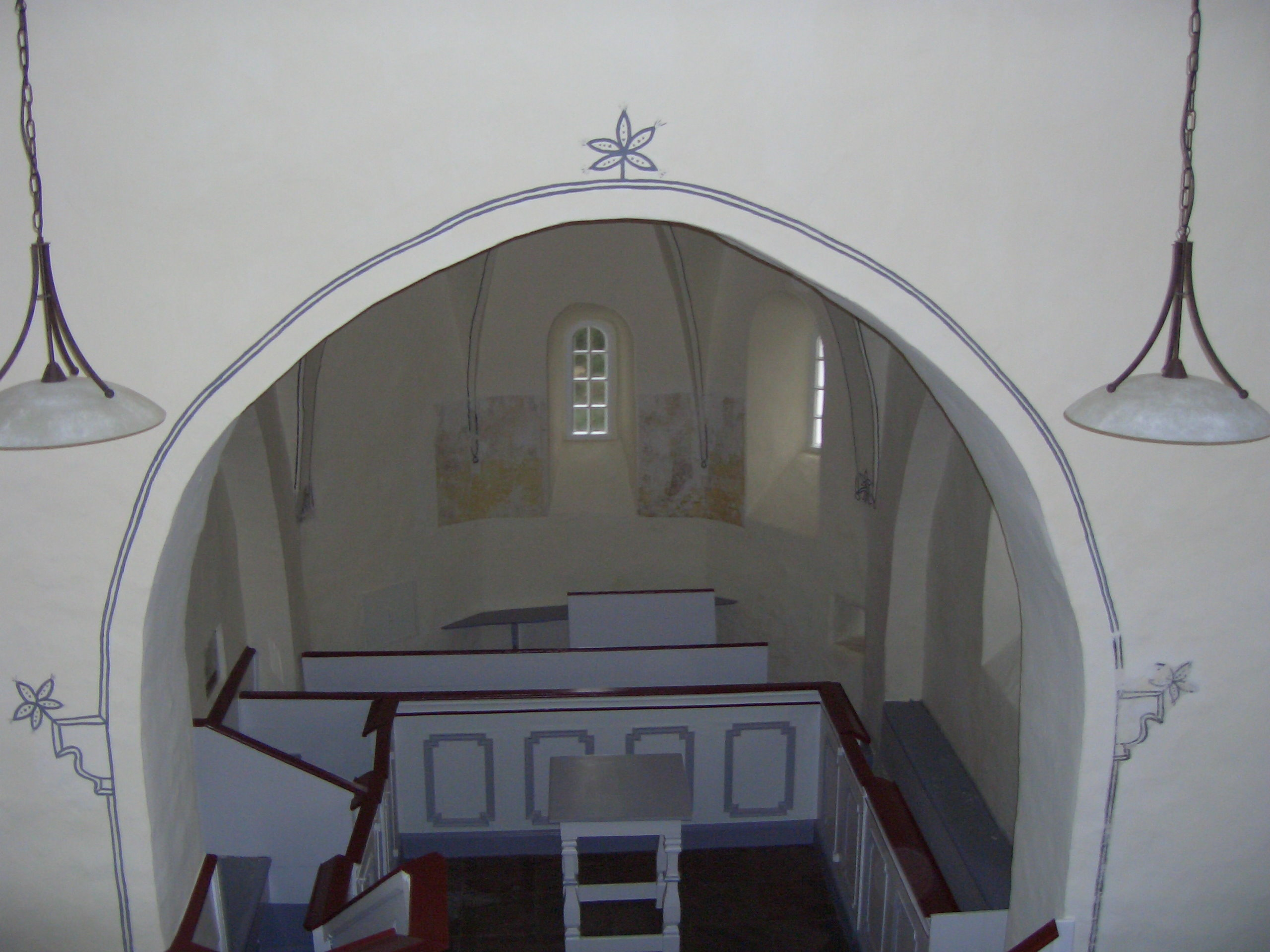
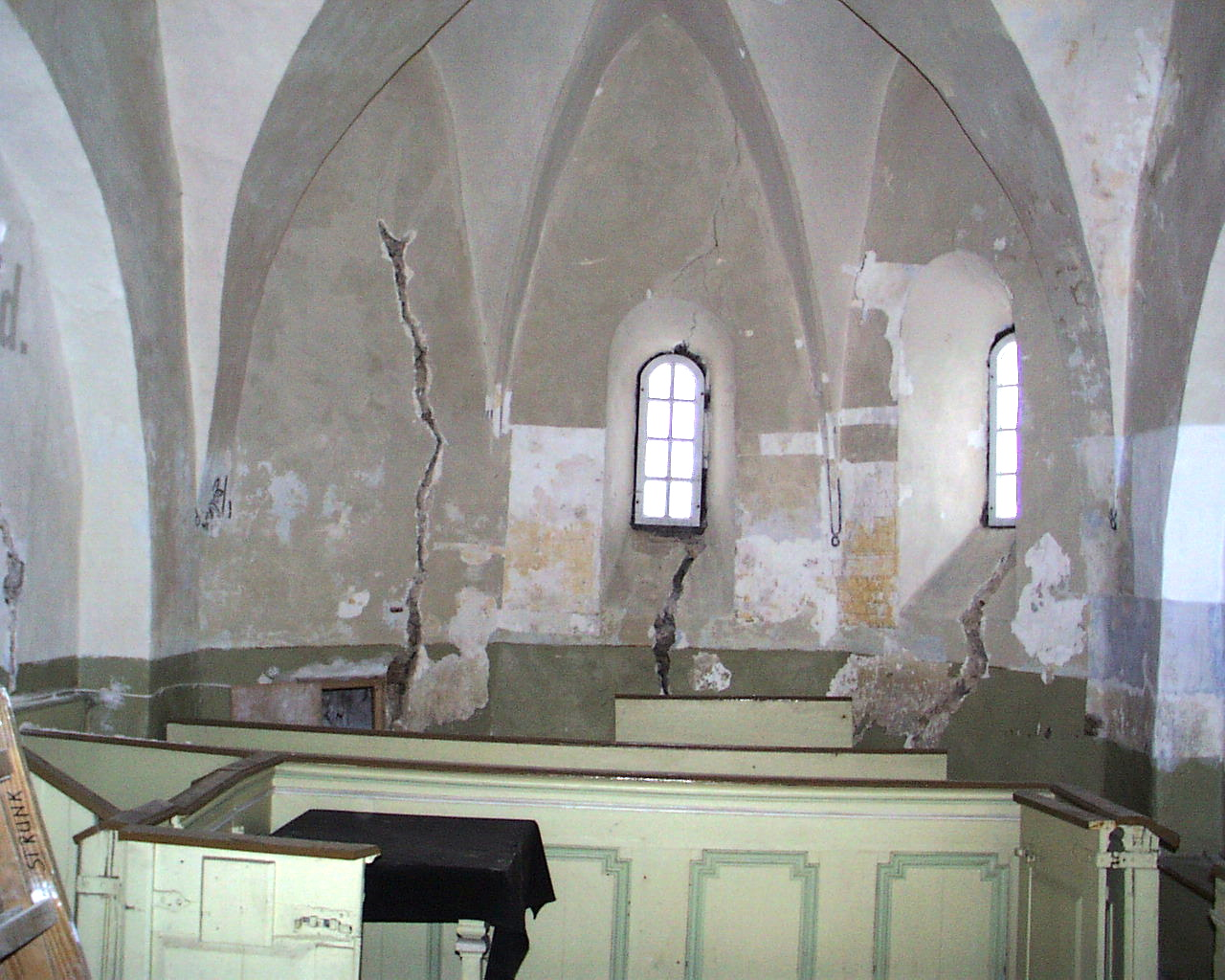
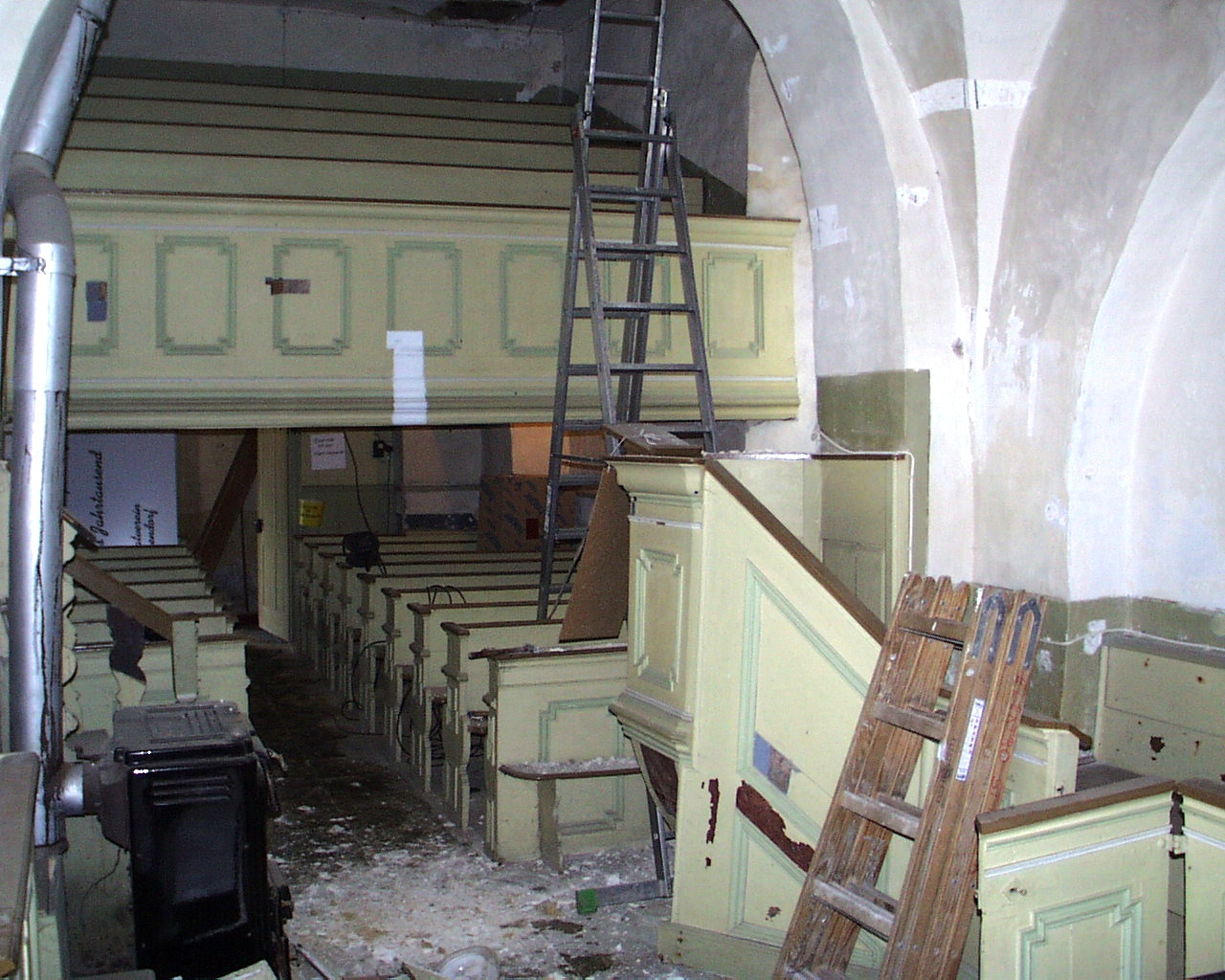
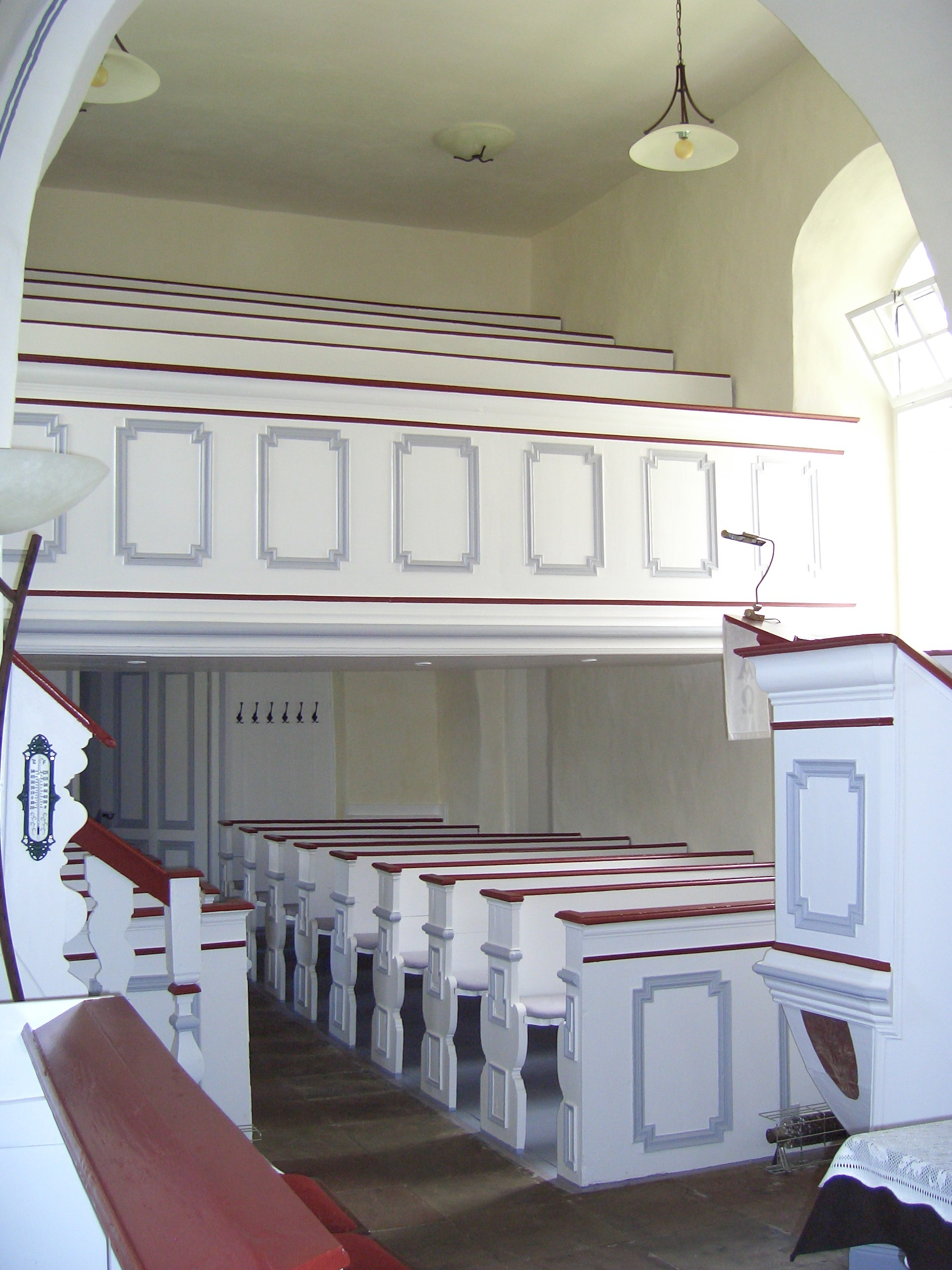
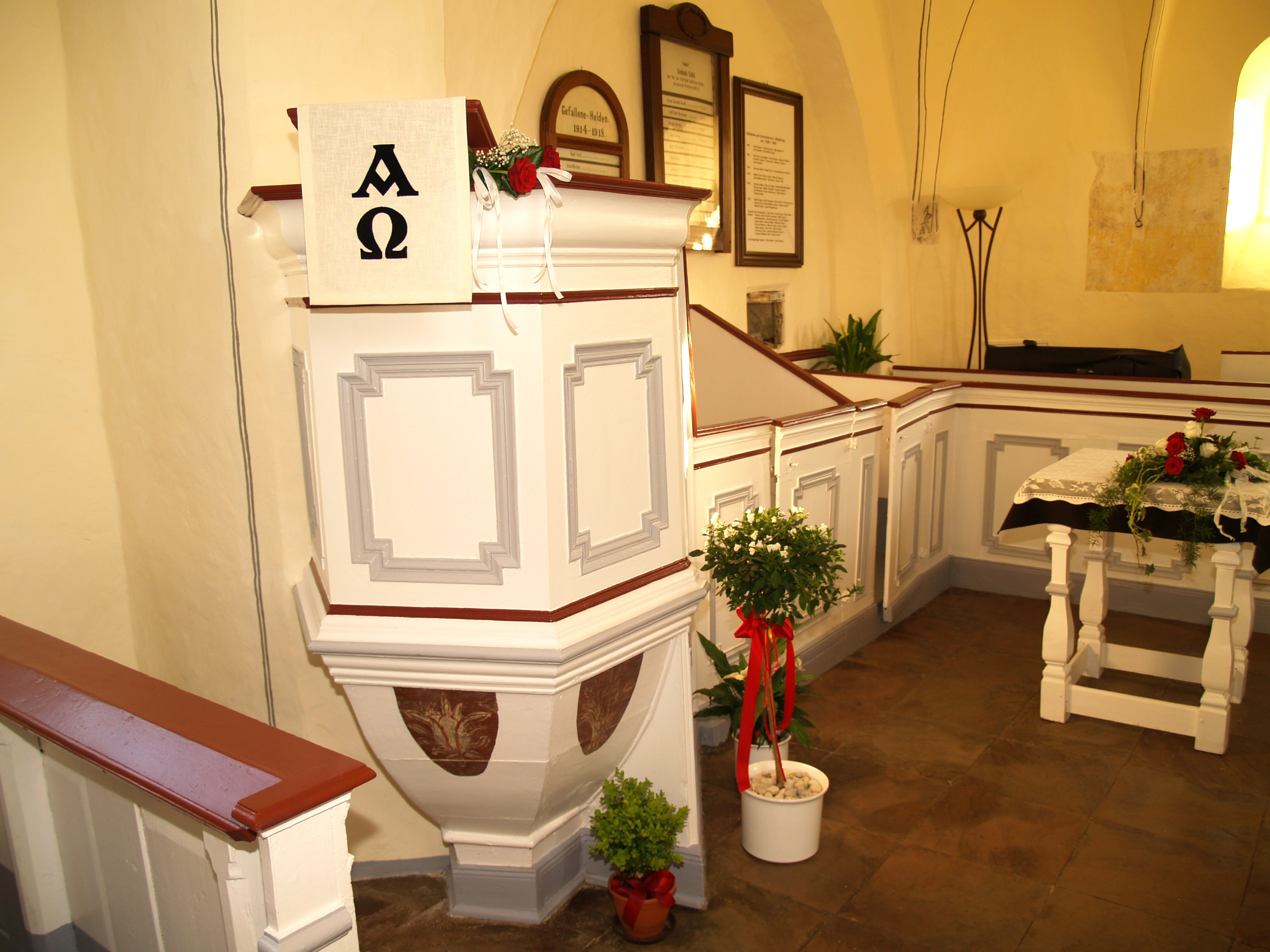
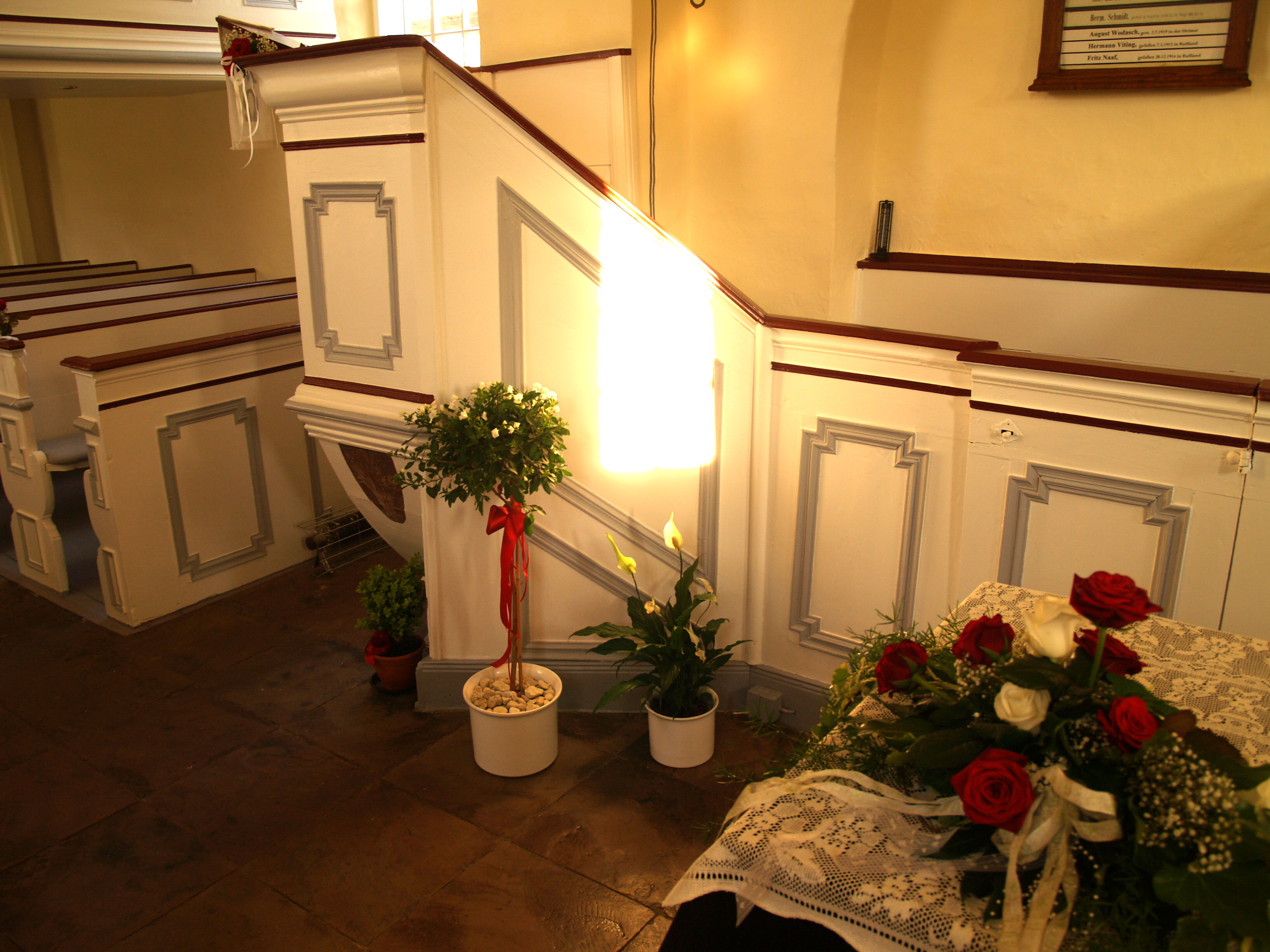
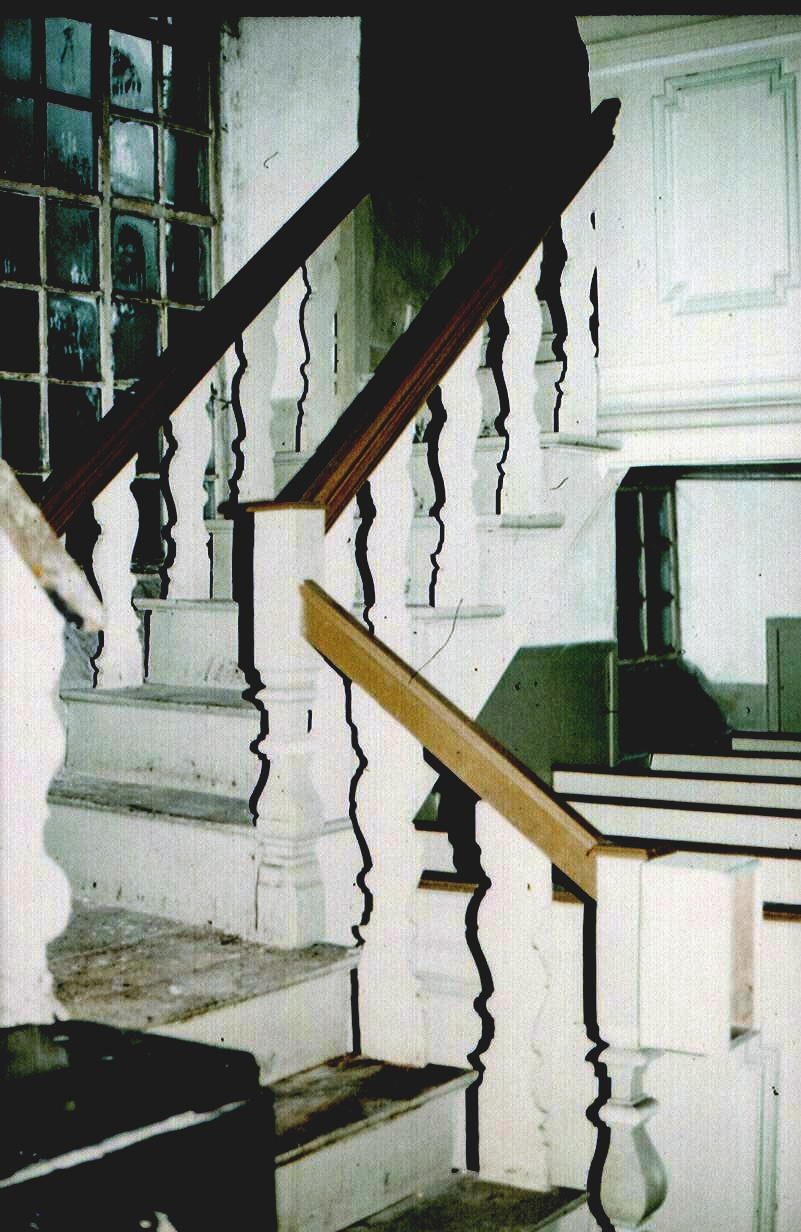
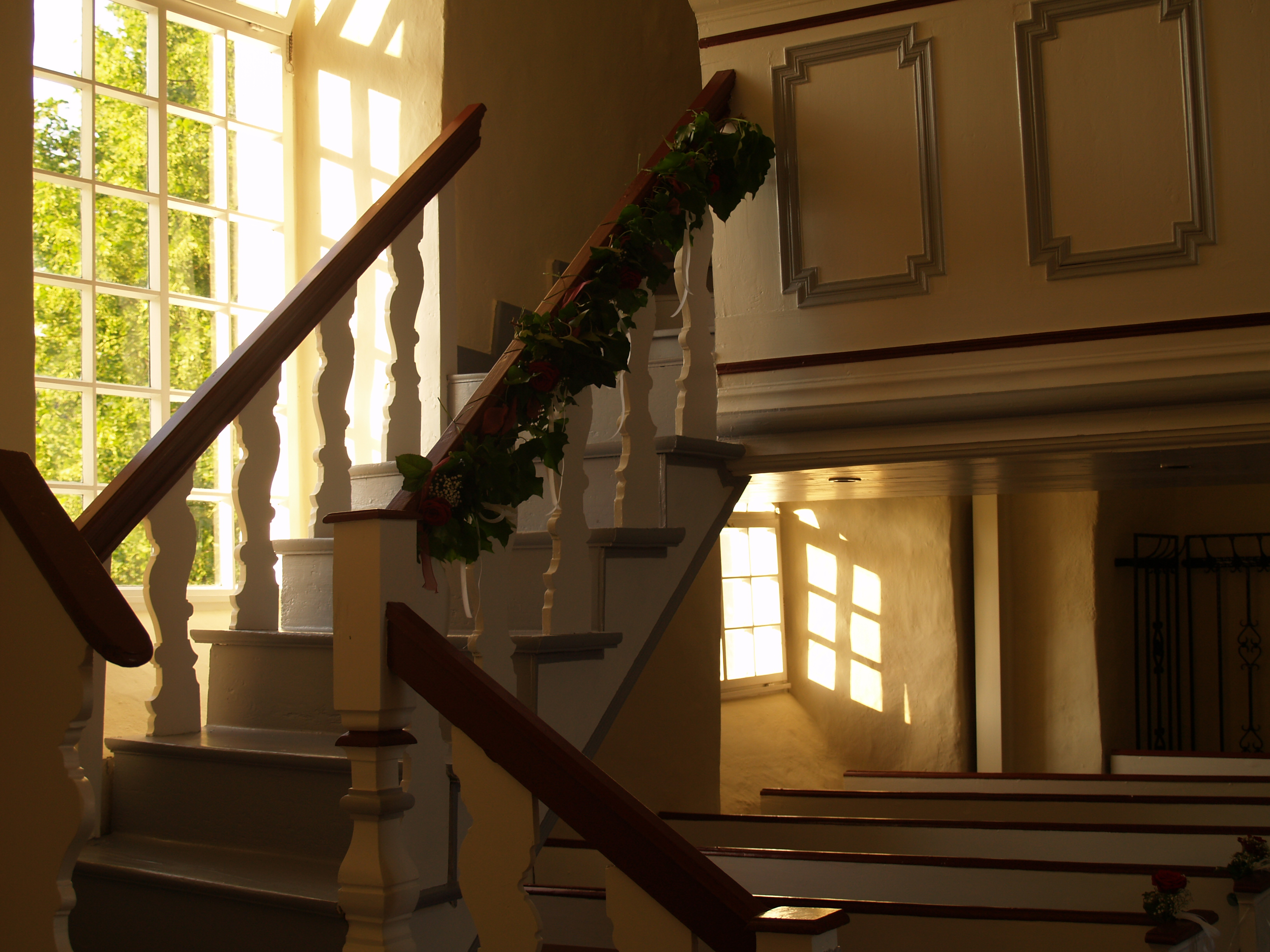
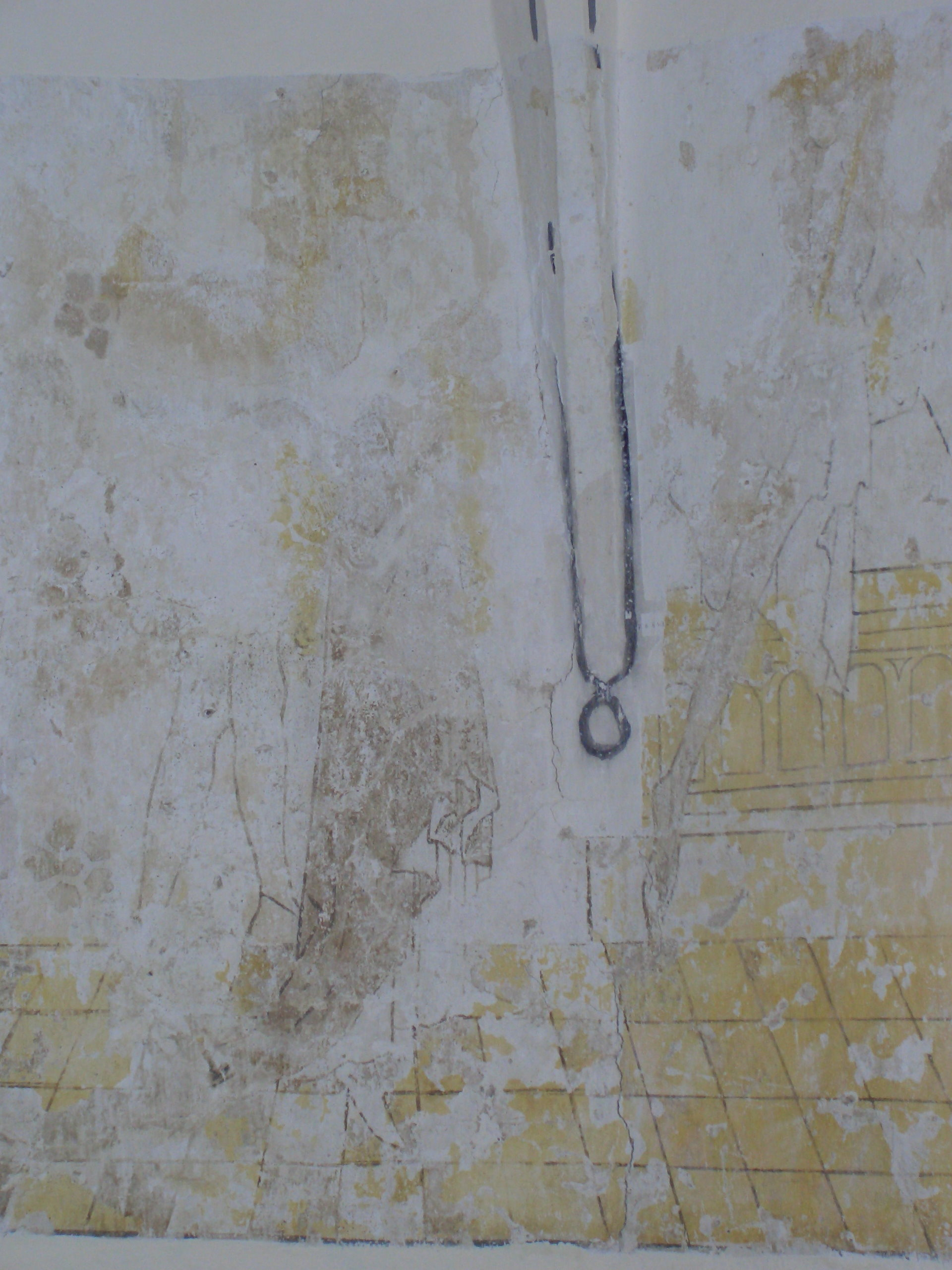
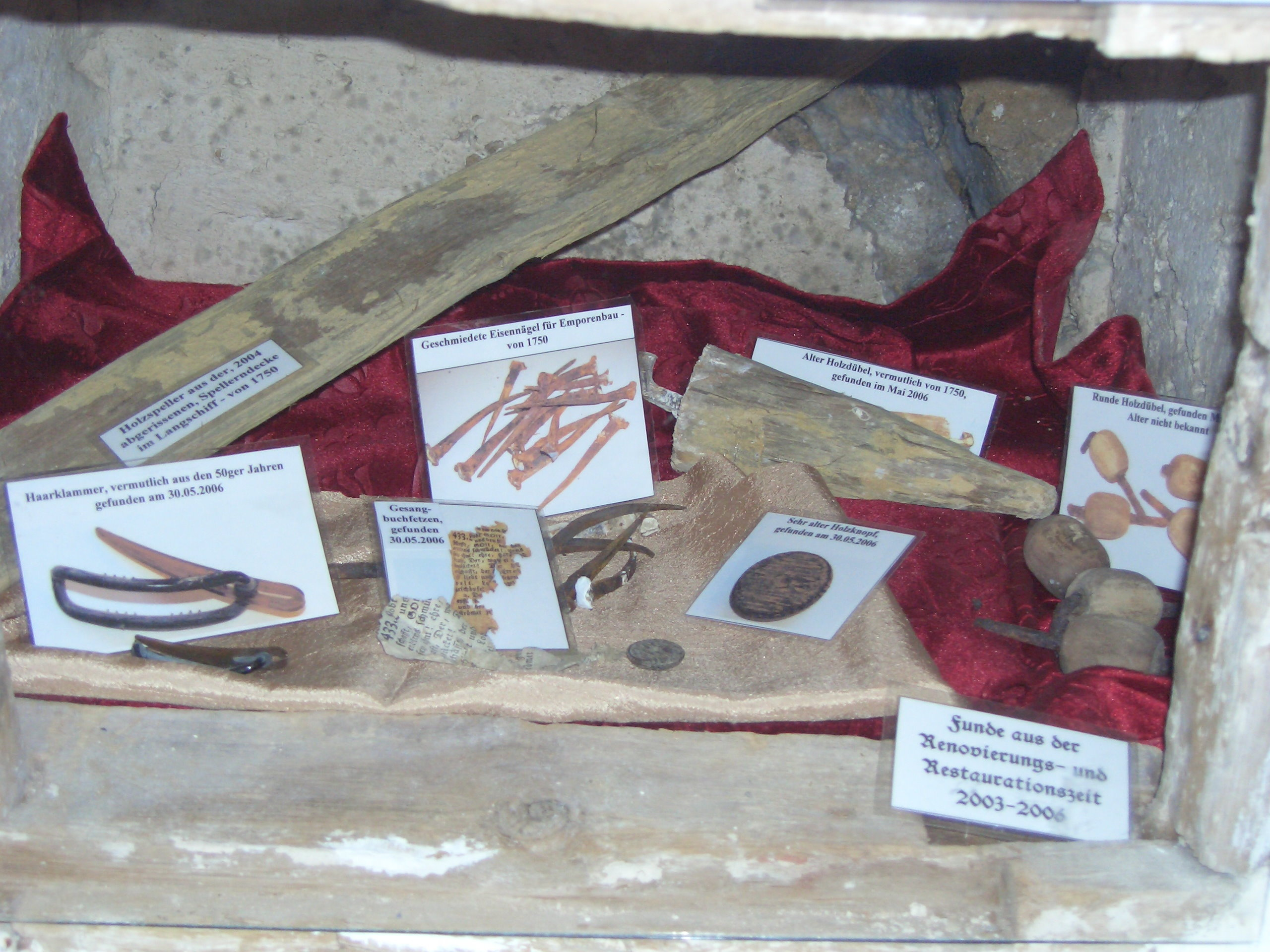